# 中国音像著作权集体管理协会
中国音像著作权集体管理协会（简称音集协，缩写：CAVCA）是中国大陆唯一管理录音录像制品/音乐类视听作品的著作权集体管理组织。该组织经过中华人民共和国国家版权局批准，民政部批准登记，于2008年成立。

## 历史
中国于2005年3月1日开始实施《著作权集体管理条例》，规定只有经国家版权局批准成立的著作权集体管理组织，才可以依法从事著作权集体管理活动。国家版权局于同年12月23日批准成立中国音像集体管理协会，这是继1992年中国音乐著作权协会成立后中国成立的第2家著作权集体管理组织。中国音乐著作权协会与中国音像集体管理协会（筹）于2006年7月19日向国家版权局上报了《卡拉OK经营行业版权使用费标准》，同时版权局指示在后者完成社团登记程序之前，委托人权利暂由前者代为行使。同年9月，国家版权局批复同意协会名称由“中国音像集体管理协会”改为“中国音像著作权集体管理协会”。11月13日，国家版权局公布了《卡拉OK经营行业版权使用费标准》，中国大陆卡拉OK版权收费时代正式开启。
2007年8月27日，天合文化集团有限公司成立，其控股方为中华人民共和国文化部直属的局级事业单位文化市场发展中心。12月27日音集协与天合文化签订了为期十年的《服务协议》，委托天合集团在全国范围内组建卡拉OK版权交易服务机构，代音集协向全国各地的卡拉OK经营者收取卡拉OK节目版权使用费。
2008年3月10日，中华人民共和国民政部同意批准筹备成立中国音像著作权集体管理协会。同年5月28日，中国音像著作权集体管理协会在北京召开成立大会。该协会成立后接手并推进卡拉OK版权收费工作，对以前以中国音像协会名义所开展的收费工作及有关文件均转至新成立的该协会。
2018年7月24日，音集协将天合集团及其20家子公司起诉至北京知识产权法院，请求判令解除音集协与天合集团及其子公司所有合作协议、支付应付版权费并赔偿经济损失、全部返还用来开展版权收费的制式合同。同年11月5日，音集协在其官网上发布了《终止委托天合文化集团著作权许可收费资格的公告》，宣布与天合公司结束了委托收取著作权许可使用费的关系。其后，音集协在全国范围建立起直管许可队伍，全面接管卡拉OK版权许可业务。
北京知识产权法院在2021年7月29日作出一审判决。从2018年11月1日起，音集协与天合集团的全部9份卡拉OK著作权许可事务合作协议全部解除。天合集团不服提起上诉。2022年11月20日，北京市高级人民法院驳回天合集团上诉，作出维持原判的终审判决。

## 职能
1. 对会员及音像节目作品的登记、管理；
2. 依法收取使用者交纳的使用费，并发放许可证；
3. 根据作品被使用情况向权利人定期分配使用费；
4. 对非法使用音像节目作品的行为提出法律交涉；
5. 进行著作权集体管理的宣传；
6. 经国家版权局授权，承担法定许可使用费的收转工作；
7. 经与海外同类组织签约，可代为管理和行使海外音像节目作品在中国大陆地区的著作权。